# Einride
Einride från Einriði (Einridi), "den som färdas ensam", är ett namn för asaguden Tor.
Einride AB är ett svenskt teknik- och transportföretag baserat i Stockholm och Göteborg som specialiserar sig på elektriska och självkörande fordon, kända som Einride pods (tidigare T-pods).  

## Historia

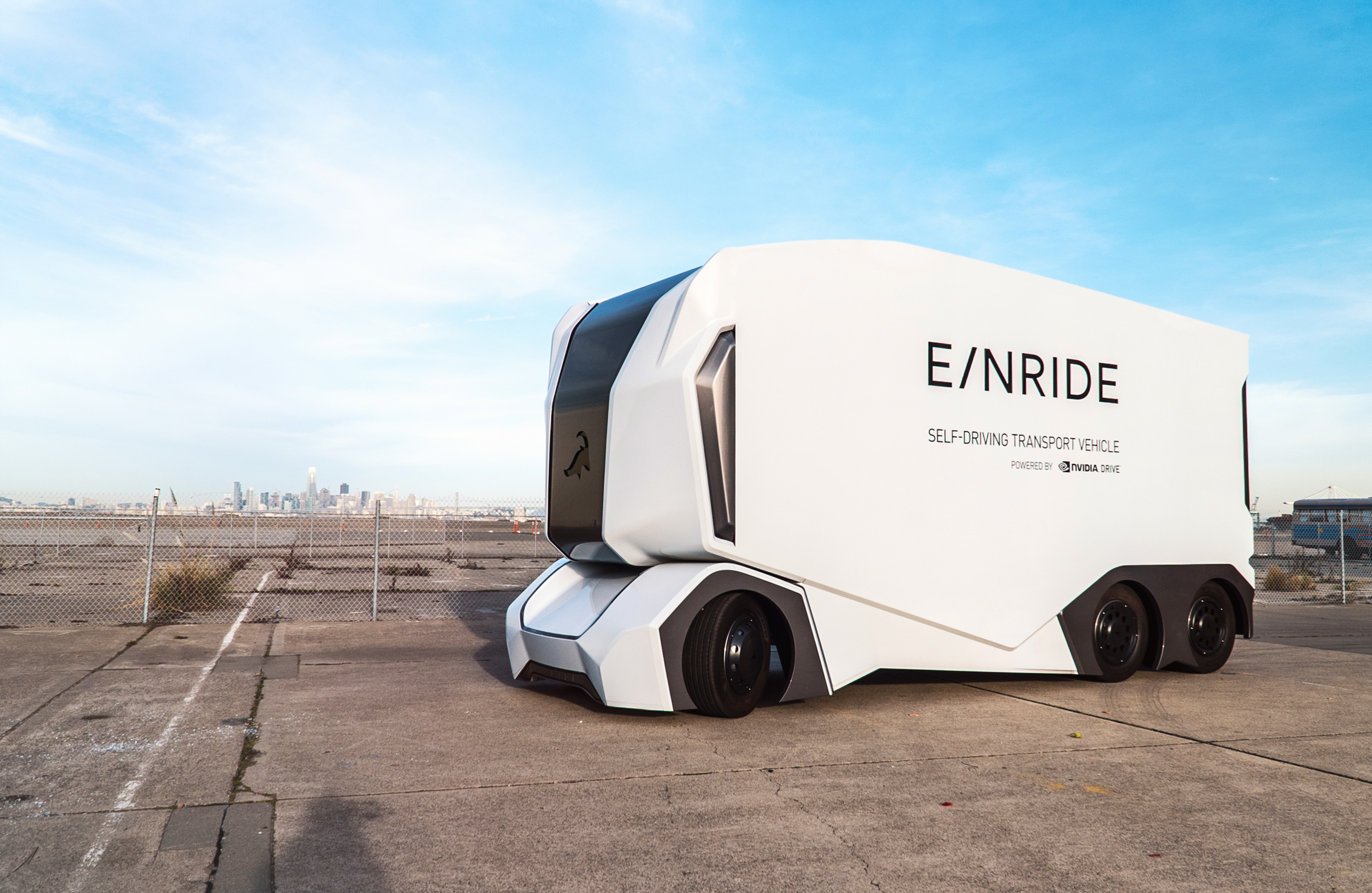
Einride Pod framför San Francisco skyline.

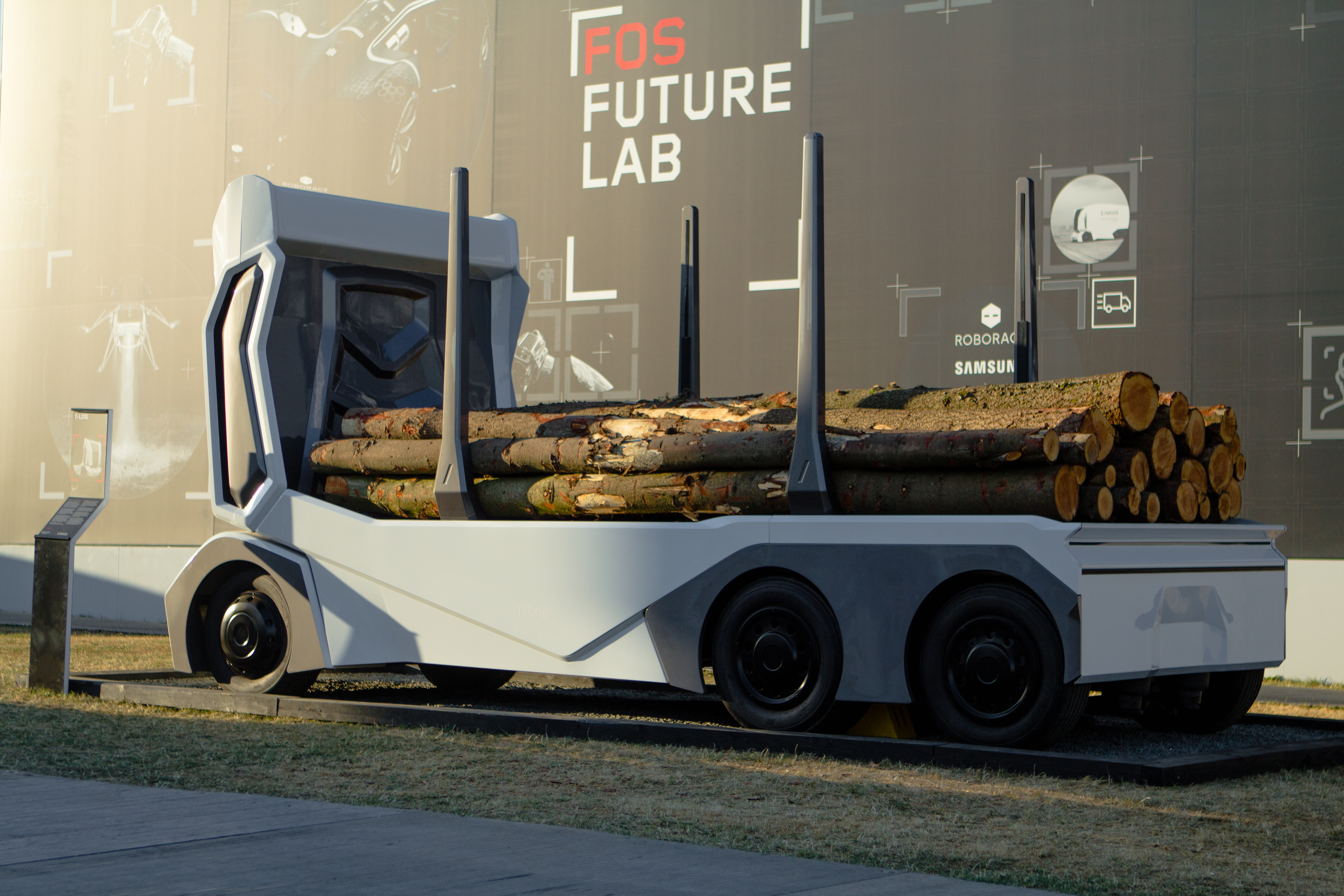
Einride timber Pod på Goodwood Festival of Speed.

Einride grundades 2016 av Robert Falck, Linnéa Kornehed och Filip Lilja. Företaget tillverkar mjukvara och hårdvara för elektriska och självkörande fordon. Företagsnamnet är en referens till den nordiska åskguden, Tor, och betyder "den ensamma ryttaren". Våren 2017 introducerade företaget deras transportfordon, Einride Pod, en elektrisk lastbil som inte har en förarhytt. Einride visade för  första gången upp sitt fordon den 4 juli 2017 vid Almedalen i Visby, Sverige. Einride annonserade sitt partnerskap med Lidl Sverige 2017, DB Schenker 2018 och Coca-Cola 2019. Den 12 juli 2018 på Goodwood Festival of Speed lanserades Einride timber Pod, en autonom och elektrisk lastbil designad för timmer.
Den 5 november 2018 blev Einride först i världen med att köra autonomt och elektriskt i ett kommersiellt flöde vid en DB Schenker-anläggning i Jönköping, Sverige. I maj 2019 startade en Einride Pod dagliga leveranser på en allmän väg där; det är tillåtet att gå upp till 5 km per timme.
Den 10 oktober 2019 blev det publikt att Einride tog in 247 miljoner kronor i en serie A runda ledd av EQT Ventures och NordicNinja VC.

## Teknik
Einride använder självkörande teknik samt fjärrstyrning för Einride Pod som gör det möjligt för förare att övervaka flera fordon och fjärrkontrollera fordonet i svåra trafiksituationer. Einride Pod kan köra 200 km (124 miles) med ett fulladdat batteri.  
Under 2022 beställde Einride 110 elektriska lastbilar för leverans under andra halvan av 2022 av fordonstillverkaren Scania.